# Перед закрытой дверью
Перед закрытой дверью (азерб. Bağlı qapı) — советский драматический фильм 1981 года производства киностудии Азербайджанфильм, являющийся экранизацией пьесы Рустама Ибрагимбекова «Женщина за зелёной дверью».

## Сюжет
Любимец всего двора Мурад только что вернулся из тюрьмы, куда попал, взяв на себя вину за преступление своего друга. Все это время его ждала невеста Гюля, и теперь они собираются пожениться. Тем временем из-за одной из дверей выходящих во двор Мурада то и дело доносится крик женщины, но соседи ничего не предпринимают...

## Синопсис
Лирико-психологическая драма рассказывает о помощи человеку с тяжёлой судьбой. В центре сюжета — судьба сильного и волевого человека,  одновременно замкнутого, пассивного и равнодушного ко всему. Кто-то солгал на суде и обвинил его в преступлении, которого он не совершал и главного героя посадили в тюрьму. Фильм раскрывает социально-нравственные проблемы.

## Создатели фильма

### В ролях (на русский язык роли дублировали)
Родион Нахапетов — Мурад
Насиба Зейналова — Зейнаб
Александр Калягин — Дашдамиров
Дадаш Казимов — Нуру
Гаджи Исмаилов — Али
Лариса Халафова — Шаргия
Мамед Мамедов — Салех (дублирует Вадим Спиридонов)
Светлана Мамедова — Гуля
Вагиф Ибрагимоглу (в титрах — Вагиф Гасанов) — Энвер
Виктор Демерташ — Фарид
Гуля Салахова — Рана
Фрунзик Мкртчян — Вартан
Эльчин Мамедов — Айдын (дублирует Юрий Саранцев)
Садых Гусейнов — полевой прокурор
Наиля Махмудова — Роза

### Административная группа
оригинальный текст и автор сценария: Рустам Ибрагимбеков
режиссёр-постановщик: Расим Оджагов
оператор-постановщик: Рафик Гамберов
художник-постановщик: Фикрет Багиров
композитор: Эмин Сабитоглу
директор фильма: Геннадий Лапщук